# ويليام دينيسون
ويليام دينيسون هو نحال وسياسي كندي، ولد في 20 يناير 1905 في Renfrew County ‏ في كندا، وتوفي في 2 مايو 1981 في تورونتو في كندا. نشط حزبياً في United Farmers of Ontario ‏. وقد انتخب عضو برلمان مقاطعة أونتاريو ‏ عن دائرة St. David (provincial electoral district) ‏ (1948 – 1951) وانتخب عمدة تورونتو ‏ (1967 – 31 ديسمبر 1972).